# Hypnodendron flagelliferum
Hypnodendron flagelliferum är en bladmossart som beskrevs av Brotherus och William Walter Watts 1915. Hypnodendron flagelliferum ingår i släktet Hypnodendron och familjen Hypnodendraceae. Inga underarter finns listade i Catalogue of Life.